# Kabinett Köhler I
Das Kabinett Köhler I bildete vom 7. November 1923 bis 7. November 1924 die Landesregierung von Baden.
In seiner 1. Sitzung vom 7. November 1923 wählte der Landtag den Staatspräsidenten und dessen Stellvertreter. In seiner 21. Sitzung vom 22. Juli 1924 beschloss der Landtag die Auflösung des Arbeitsministeriums per 1. Oktober 1924. Die Aufgaben des Ministeriums wurden auf die Ministerien der Finanzen und des Inneren aufgeteilt.
| Amt                   | Name                                                     | Partei |
| --------------------- | -------------------------------------------------------- | ------ |
| Staatspräsident       | Heinrich Köhler                                          | Z      |
| Inneres               | Adam Remmele                                             | SPD    |
| Justiz                | Gustav Trunk                                             | Z      |
| Kultus und Unterricht | Willy Hellpach auch Stellvertreter des Staatspräsidenten | DDP    |
| Finanzen              | Heinrich Köhler                                          | Z      |
| Arbeit                | Wilhelm Engler bis 30. September 1924                    | SPD    |
| Staatsräte            | Ludwig Marum Georg van Eyck Josef Weißhaupt              | SPD Z  |